# Hohenwarth-Mühlbach am Manhartsberg
Hohenwarth-Mühlbach am Manhartsberg (ufficialmente Hohenwarth-Mühlbach a.M.) è un comune austriaco di 1 299 abitanti nel distretto di Hollabrunn, in Bassa Austria; ha lo status di comune mercato (Marktgemeinde).